# Hängetal

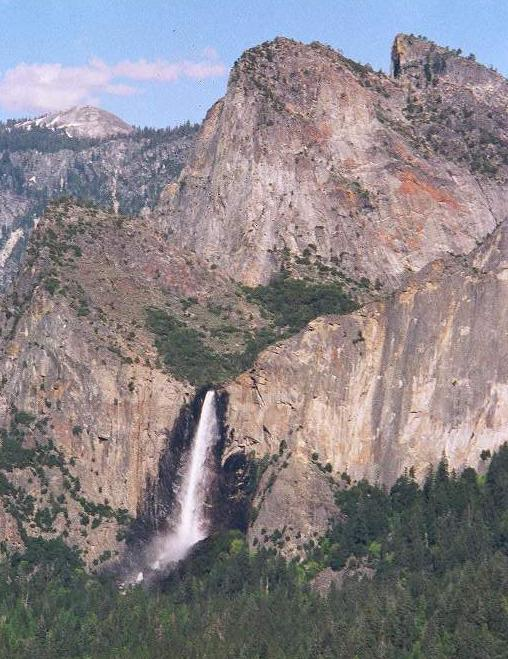
Hängetal mit Wasserfall im Yosemite-Nationalpark, USA

Als Hängetal bezeichnet man in der Geomorphologie ein vorrangig glazial geformtes Seitental. Hängetäler liegen über der Talsohle eines Haupttals und münden über eine Stufe in dieses. Sie weisen dabei alle wesentlichen Charakteristika eines Trogtals auf, erreichen aber nicht dessen Größe. Die kleineren Tributärgletscher der Hängetäler konnten den Felsuntergrund wegen der geringeren Mächtigkeit nicht so stark eintiefen wie die großen Talgletscher des Haupttales. Heute schneiden sich oft Gebirgsbäche erosiv in das Gestein ein, was zur Bildung von Schluchten oder Klammen führen kann. Der Höhenunterschied vom Hängetal ins Haupttal wird dabei oft in Wasserfällen überwunden.
Des Weiteren entstehen Hängetäler auch an Küstenkliffs. Dabei kann sich der ins Meer mündende Bach nicht so schnell in das Kliff einschneiden, wie es durch die Brandung der Wellen erodiert wird. Somit fließt der Bach nicht gleichsohlig in das Meer, sondern als Wasserfall.

## Sonderfall österreichisches Salzachtal
Eine spezielle Form des Hängetals ist im östlichen Salzburger Pinzgau und dem Pongau zu finden. Die südlichen Seitentäler der Salzach münden östlich von Zell am See mit einer Steilstufe in deren Talboden, weil der eiszeitliche Salzachgletscher bei Zell einen Teil seines Eises durch Diffluenz nach Norden an das Saalachtal verlor und er damit Richtung Bischofshofen weniger Erosionskraft hatte als die Salzach selbst, die daher über Lend eine Schluchtstrecke graben musste, während das Raurisertal, das Gasteinertal und das Großarltal den höhergelegenen Salzachgletscherboden als Erosionsbasis hatten. Zur Entstehung der mächtigen Klammen vor den Talmündungen, die alle in Nord-Süd-Richtung verlaufen, haben auch die gegen Erosion widerstandsfähigeren penninischen Klammkalke und die großräumig parallele Klüftung der alpiden Gebirgsbildung beigetragen.